# Krzyżne Liptowskie
Krzyżne Liptowskie (słow. Krížna, Krížne, węg. Krizsnó, 2039 m) – szczyt w końcowym odcinku Liptowskich Kop (Liptovské kopy), położony na południowy zachód od Skrajnego Gołego Wierchu (Krajný Holý vrch), od którego oddziela go Koprowicka Przełęcz Niżnia (Nižné kôprovické sedlo). Krzyżne jest drugim co do wysokości, po Wielkiej Kopie Koprowej (Veľká kopa), szczytem Liptowskich Kop. Jego nazwa pochodzi od krzyżowania się trzech grani w wierzchołku.
Jest zwornikiem. W jego wierzchołku pasmo rozgałęzia się na dwa grzbiety biegnące w kierunku południowym i południowo-zachodnim. Grań południowa oddziela Dolinę Koprową (Kôprová dolina) od Doliny Krzyżnej (Krížna dolina). W grzbiecie tym wyróżnia się kulminacja Wszywaków (Všiváky, 1817 m). Grań południowo-zachodnia oddziela Dolinę Krzyżną od doliny Koprowicy (Kôprovnica) i dolnej części Doliny Cichej. Wznosi się w niej Małe Krzyżne Liptowskie (Malé Krížne, 1920 m), a za nim, już w rejonie lasu, wybitna czuba zwana Szczyty (Štíty, 1450 m). Wzniesienia rozdziela Krzyżna Przełęcz (Koniarčisko, 1377 m). Z grani tej do Doliny Koprowicy opadają 4 wielkie żleby: Skryte Korycisko, Pośredni Żleb, Zabijak i Czerwone Korycisko. Wszystkie te żleby przecina ścieżka Zachodniej Obwodnicy. Górna część grani tworzy południowe ograniczenie Krzyżnego Kotła będącego najwyższym piętrem Doliny Koprowicy.
W górnej części stoki Krzyżnego są bezleśne, co powoduje, że schodzą nimi ogromne lawiny. Najbardziej stromy jest stok wschodni o wysokości około 860 m. W najwyższej jego części, powyżej Wschodniej Obwodnicy jest dużo skał.
Na Krzyżnym Lpitowkim i innych szczytach Kop Liptowskich od dawna wypasali mieszkańcy miejscowości Kokawa i Wychodna. Drogi na Krzyżne Liptowskie znane były od dawna pasterzom i kłusownikom. Szczyt przez turystów odwiedzany był rzadko. Pierwsze odnotowane zimowe wejście turystyczne: Karol Englisch i Károly Jordán, 13 stycznia 1903. Wielki pożar jesienią 1943 r. zniszczył lasy na południowych stokach. W latach 1944–1945 u podnóża Krzyżnego, w Dolinie Krzyżnej znajdował się sztab oddziału partyzanckiego „Vysoké Tatry”. Od 1949 cały obszar Liptowskich Kop jest obszarem ochrony ścisłej Tatrzańskiego Parku Narodowego.

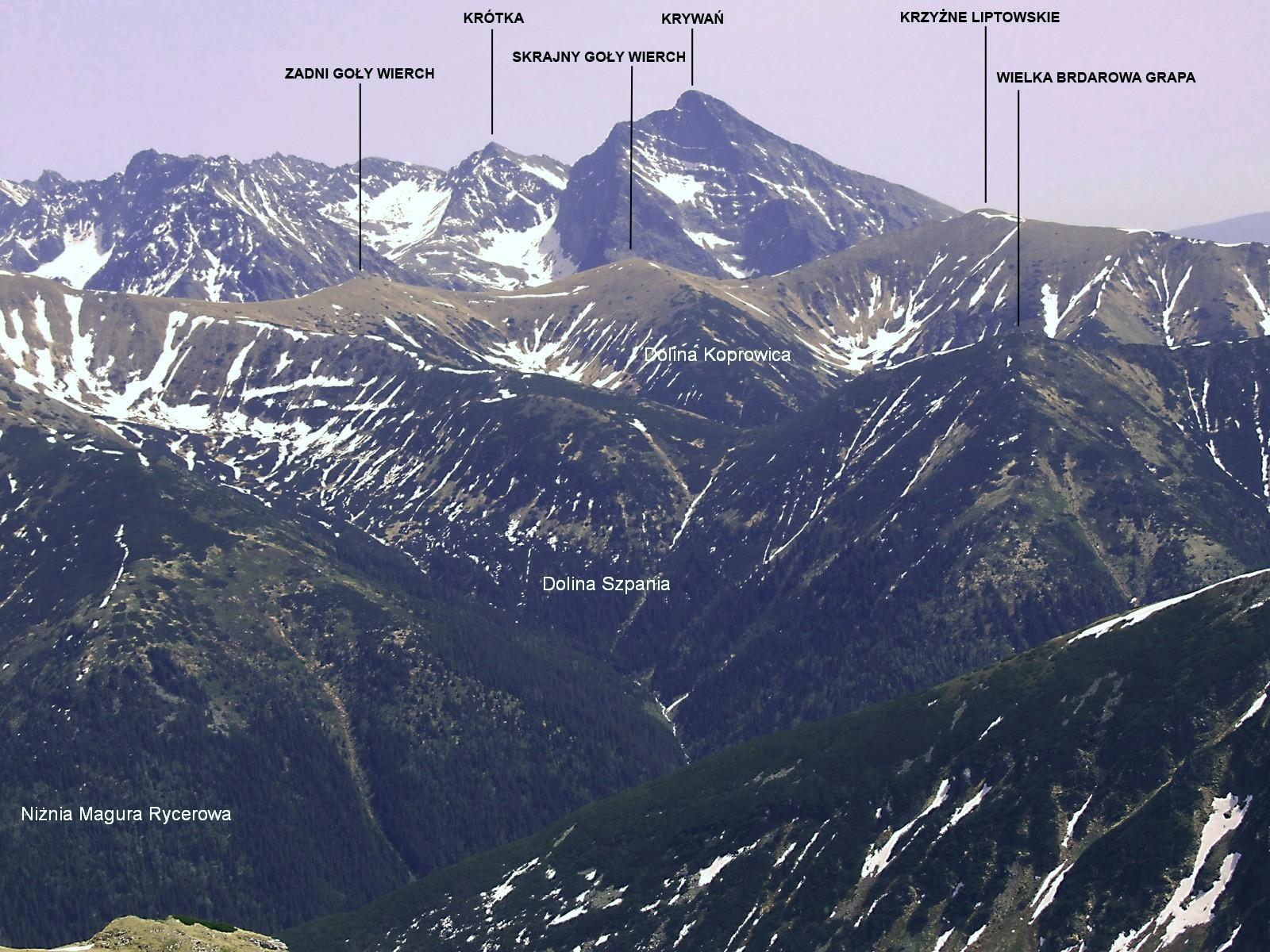
Widok z grani głównej Tatr
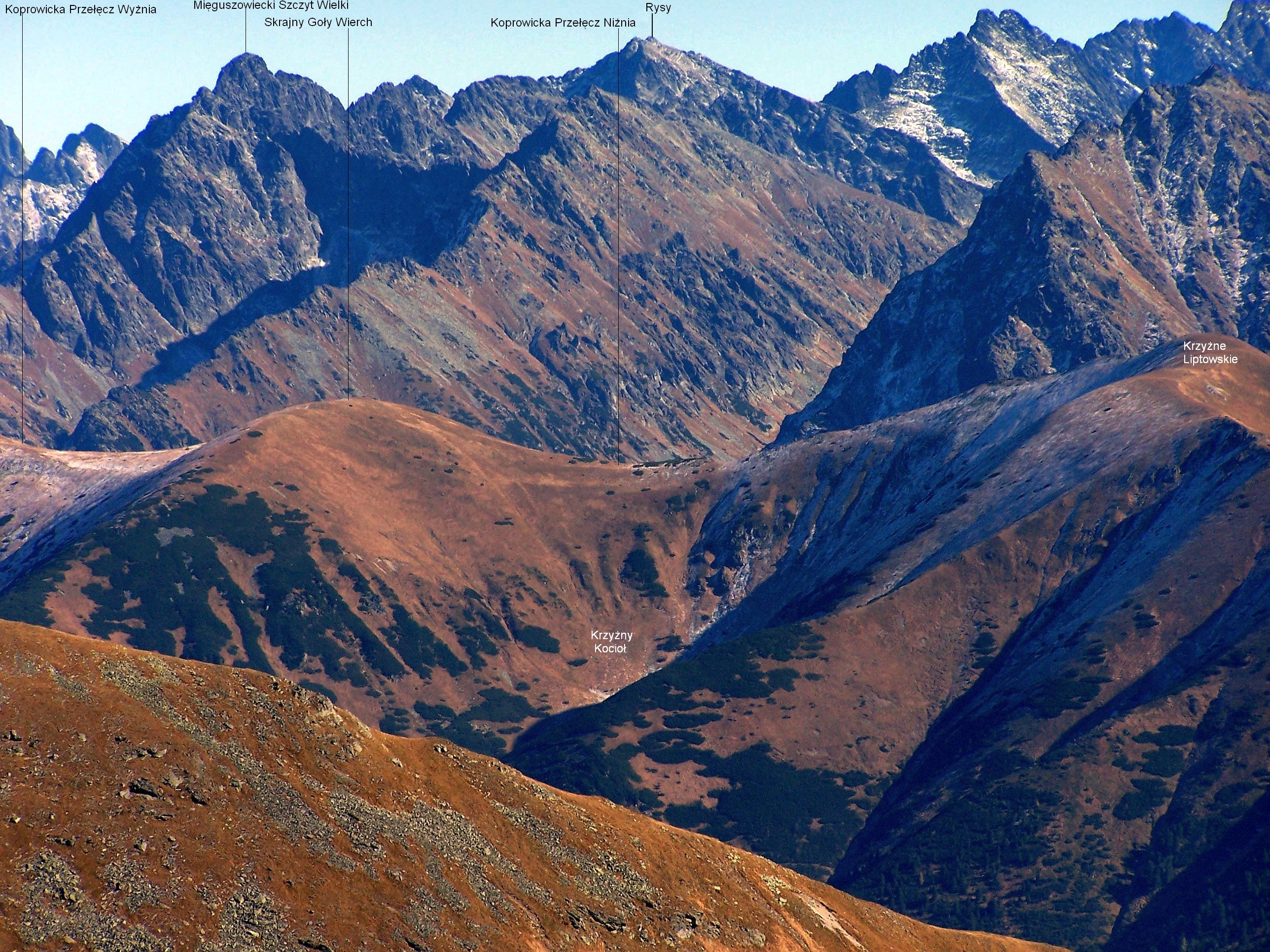
Widok z Błyszcza
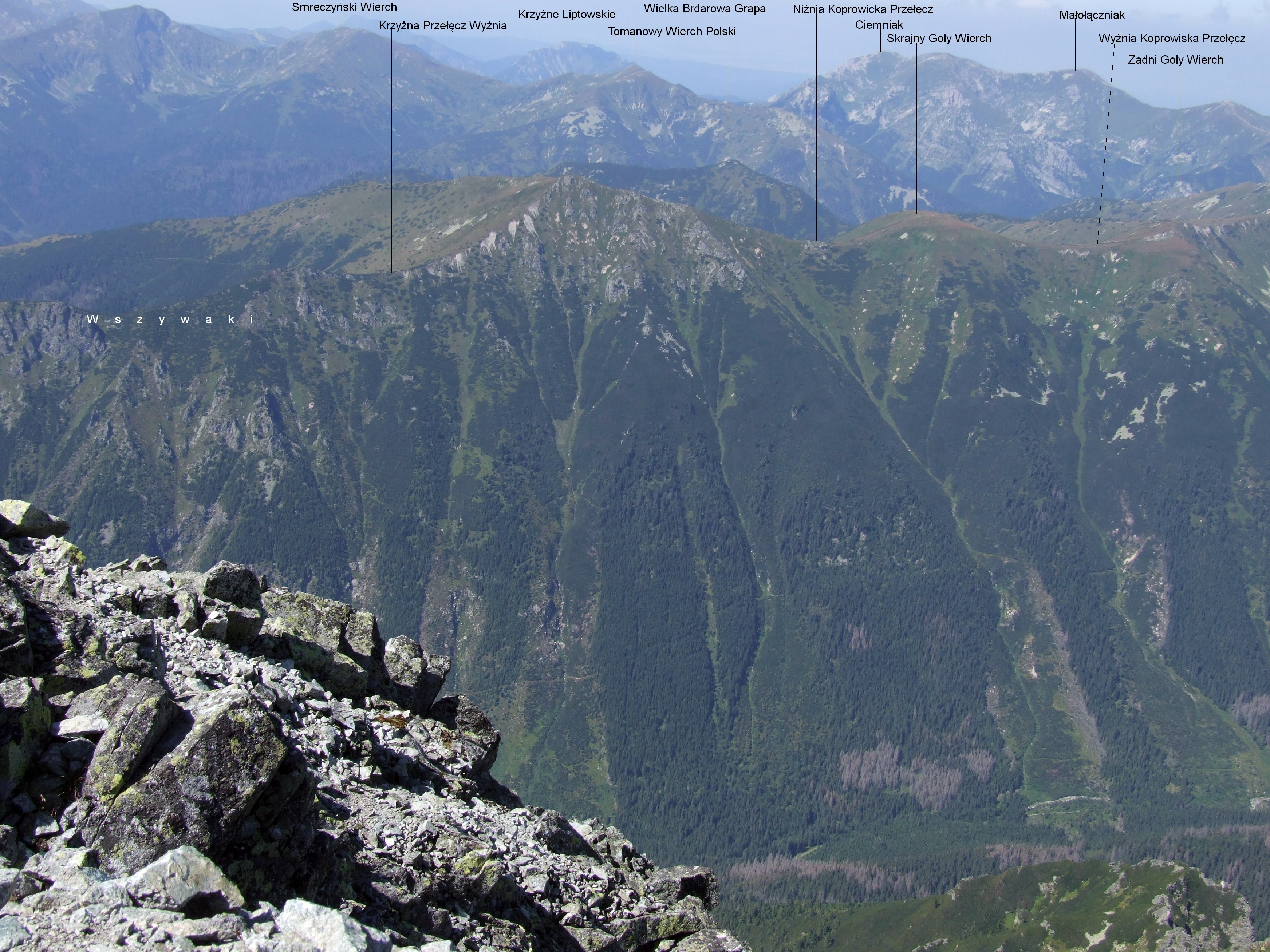
Widok z Krywania

## Przypisy

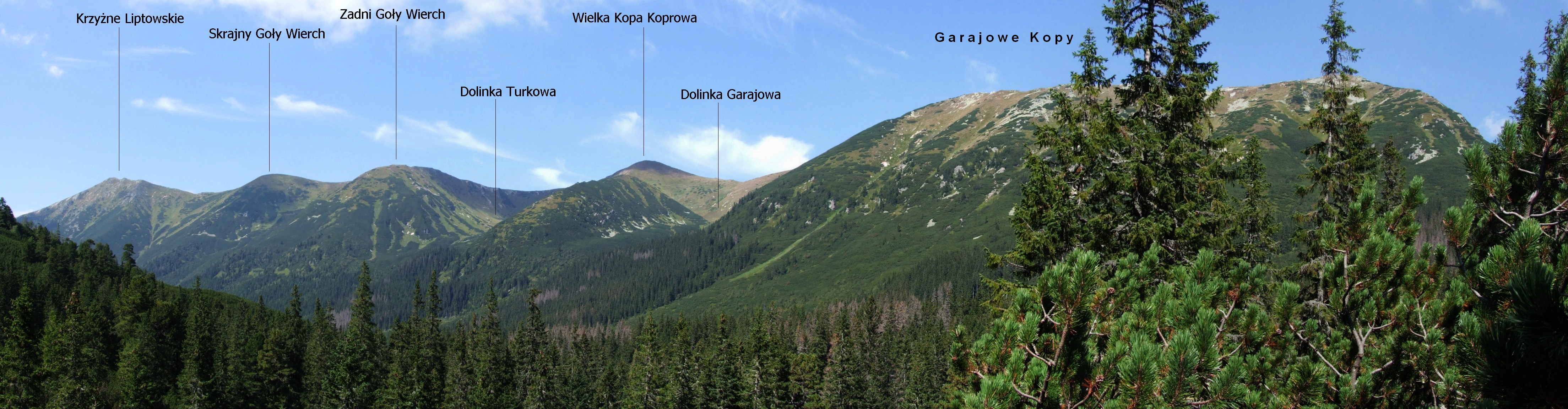
Położenie w grani Liptowskich Kop